# Neeltje Karelse
Neeltje Karelse (Neeltje Jannetje „Nel“ Karelse; * 25. Januar 1926 in Kortgene; † 20. Oktober 2015 in Breda) war eine niederländische Weitspringerin und Sprinterin.
Bei den Olympischen Spielen 1948 wurde sie Fünfte im Weitsprung und erreichte über 200 m das Halbfinale.
1949 wurde sie Niederländische Meisterin über 200 m.

## Persönliche Bestleistungen
- 200 m: 25,2 s, 10. Juli 1948, Eindhoven
- Weitsprung: 5,71 m, 18. Juli 1948, Rotterdam